# خوان فرنانديز سانشيز نافارو
خوان فرنانديز سانشيز نافارو (بالإسبانية: Juan Fernández Sánchez Navarro)‏ هو سياسي مكسيكي، ولد في 3 يناير 1977.